# Bertie Hill
Albert « Bertie » Edwin Hill (né le 7 février 1927 à Swimbridge, mort le 5 août 2005 à South Molton) est un cavalier britannique de concours complet.

## Carrière
Après avoir servi dans la Home Guard pendant la Seconde Guerre mondiale, il devient un jockey amateur de point-to-point. Il représente la Grande-Bretagne en concours complet, remporte aux Jeux olympiques d'été de 1956 à Stockholm la médaille d'or par équipe (il est 12e de l'épreuve individuelle), ainsi que de nombreux autres trophées internationaux. Il est le premier cavalier britannique à participer trois fois aux Jeux olympiques d'été.
Dans les années 1960, Hill et son épouse ouvrent une école d'équitation à Rapscott dans l'Exmoor, formant ainsi de nombreux futurs cavaliers internationaux, dont la princesse Anne et Mark Phillips. Hill devient le premier entraîneur officiel de l'équipe britannique. Son fils, Anthony, fait partie de l'équipe britannique qui remporte les championnats d'Europe juniors en 1972.